# Jussholmen
Jussholmen är en ö nära Majholmen i Nagu,  Finland. Den ligger i Skärgårdshavet i Pargas stad i den ekonomiska regionen  Åboland i landskapet Egentliga Finland, i den sydvästra delen av landet. Ön ligger omkring 2 kilometer sydväst om Majholmen, 9 kilometer nordost om Nagu kyrka, 25 kilometer sydväst om Åbo och omkring 160 kilometer väster om Helsingfors. Närmaste allmänna förbindelse är förbindelsebryggan vid Själö som trafikeras av M/S Falkö och M/S Östern.
Öns area är 1,7 hektar och dess största längd är 290 meter i sydöst-nordvästlig riktning.